# Les Clandestins
Pour plus de détails, voir Fiche technique et Distribution.
Les Clandestins est un film français réalisé par André Chotin et sorti en 1946.

## Synopsis
Une dramatique histoire d'amour entre la fille d'un collaborateur et un journaliste résistant durant la Seconde Guerre mondiale.

## Fiche technique
- Titre : Les Clandestins
- Réalisation : André Chotin
- Scénario : André Chotin et Pierre Lestringuez, d'après l'œuvre homonyme de Lucien Barnier (1945)
- Dialogues : Pierre Lestringuez
- Musique : Jean Paquet, interprété par l'orchestre de Wal-Berg
- Décors : Robert Hubert
- Son : Pierre Calvet
- Montage : Georges Arnstam, Walter Klee
- Photographie : Georges Million
- Production : Paul Pavaux
- Société de production : Essor Cinématographique Français
- Société de distribution : Ciné-Selection
- Pays :  France
- Format :  Son mono - Noir et blanc - 35 mm  - 1,37:1
- Genre : Film dramatique
- Durée : 76 minutes
- Date de sortie : France - 17 avril 1946
- Affiche : Boris Grinsson (France)

## Distribution
- Suzy Carrier : Yvonne
- Georges Rollin : Laurent
- Constant Rémy : le prêtre
- Samson Fainsilber : Dr. Netter
- André Reybaz : Jean
- Guillaume de Sax : le propriétaire
- Albert Dinan
- Rudy Lenoir
- Palmyre Levasseur
- André Numès Fils
- Marcel Pérès
- Howard Vernon